# Akademio de Esperanto
Akademio de Esperanto (en castellano: Academia de Esperanto) es una organización cuya principal tarea es conservar y proteger los fundamentos del idioma Esperanto y controlar su evolución, de forma similar a la función de la Real Academia Española. 
El antecedente de la Academia fue creado en 1905 por el Congreso Universal de Esperanto. Siguiendo una propuesta de L. L. Zamenhof se creó el Comité Lingüístico (Lingva Komitato). En 1948 adopta su actual nombre.
Sus decisiones no tienen carácter obligatorio para los hablantes; esta obligatoriedad solo la posee el denominado Fundamento de Esperanto, fijado en el citado primer Congreso Universal de Esperanto en 1905.
La Academia está compuesta por 45 integrantes electos por 9 años. Se renueva por tercios cada 3 años.
Tiene como órganos oficiales
- Oficialaj Informoj de la Akademio de Esperanto, y,
- Oficiala Bulteno de la Akademio de Esperanto.